# هستيجان (مقاطعة دليجان)
هستيجان (بالفارسية: هستیجان) هي قرية تقع في مركزي في إيران. يقدر عدد سكانها بـ 339 نسمة بحسب إحصاء 2016.